# Анна Александрова дьо Сен Кристоф
Анна Роз Каролин Делфин Жозефин Франсоаз дьо Грено – Станчова (графиня Анна де Грено, Анна Станчова) е италианска графиня, придворна дама на княгиня Клементина, Мария-Луиза и царица Елеонора.

## Биография
Родена е на 29 януари 1861 г. във Валери, департамент От Савоа, Франция. Баща ѝ граф Александър де Грено е наследствен благородник и хофмаршал на княз Фердинанд, а майка ѝ е от рода на кралското семейство Дела Киеза ди Чинцано, управлявало Савоя и Италия. На 17 август 1889 г., в параклиса на Савойския замък, се омъжва за дипломата Димитър Станчов. Умира през 1955 г. в Лондон.
Заедно с Димитър Станчов имат пет деца:
- Александър Станчов (май 1890 – април 1891)
- Надежда Станчова (1894 – 1957)
- Феодора Станчова (1895 – 1969)
- Иван Станчов (1897 – 1972)
- Елена Станчова (1901 – 1966)

Техен внук е дипломатът Иван Станчов (1929 – 2021).
Автор на книгата „Дворцови и дипломатически спомени, 1887 – 1915“.